# Warszawa (album)
Warszawa (znany także jako Transmission 2.1) – album koncertowy brytyjskiej grupy rockowej Porcupine Tree wydany w lutym 2004. Zarejestrowany został 6 kwietnia 2001 w Studiu Trójki im. Agnieszki Osieckiej w Warszawie. Zespół został zapowiedziany przez Piotra Kaczkowskiego.

## Lista utworów
1. „Even Less” – 7:36
2. „Slave Called Shiver” – 5:08
3. „Shesmovedon” – 5:21
4. „Last Chance to Evacuate Planet Earth Before It Is Recycled” – 5:01
5. „Lightbulb Sun” 5:59
6. „Russia on Ice” – 12:26
7. „Where We Would Be” – 3:40
8. „Hatesong” – 8:36
9. „Stop Swimming” – 7:08
10. „Voyage 34” – 12:37
11. „Signify” – 5:40